# Lúky pod Dubníkom
Lúky pod Dubníkom este o arie protejată (arie specială de conservare — SAC, sit de importanță comunitară — SCI) din Slovacia întinsă pe o suprafață de 5,79 ha, integral pe uscat.

## Localizare
Centrul sitului Lúky pod Dubníkom este situat la coordonatele 48°54′59″N 21°27′59″E / 48.916276°N 21.466435°E.

## Înființare
Situl Lúky pod Dubníkom a fost declarat sit de importanță comunitară în decembrie 2021.

## Biodiversitate
Situată în ecoregiunea alpină, aria protejată conține 1 habitat natural: Fânețe de joasă altitudine (Alopecurus pratensis, Sanguisorba officinalis).
La baza desemnării sitului se află un număr nedeclarat de specii protejate.